# Alejandro Nones
Alejandro Rafael Nones Marcano (Caracas; 9 de diciembre de 1982) es un actor, modelo, músico y productor venezolano. 
Se dio a conocer por haber participado en la serie juvenil Lola, érase una vez en la cual interpretó a Waldo López. Comenzó su carrera en 2006 actuando en la película Así del precipicio. En el 2012 actúa en la telenovela Corona de lágrimas interpretando el papel de Patricio Chavero.

## Biografía
Nones nació y se crio en Caracas, Venezuela. Durante su niñez, a la edad de 9 años, en el colegio, se involucró en un grupo de gaita zuliana.
En 2000, con la edad de 17 años, se muda a la Habana, Cuba a estudiar música, en la Escuela Nacional de Arte, de esa ciudad. Durante su estadía en la isla, en donde también trabajó como modelo en varias campañas, una marca mexicana para la que modeló lo trae a México. En el país norteamericano, en la agencia donde trabajaba, se enteró de que buscaban un actor para interpretar un pequeño personaje para una película. Apareció en la audición, quedándose con el papel de protagonista. Luego lo llama la importante cadena de televisión mexicana Televisa, para estudiar actuación, en el Centro de Educación Artística de Televisa (CEA).
Posteriormente en 2007, consigue un personaje en la serie juvenil, Lola, érase una vez.

## Filmografía

### Televisión
| Año       | Título                            | Personaje                     |
| --------- | --------------------------------- | ----------------------------- |
| 2007      | Lola, érase una vez               | Waldo López                   |
| 2007-2008 | Palabra de mujer                  | Octavio Longoria              |
| 2009      | Los simuladores                   | Alejandro                     |
| 2010      | Zacatillo, un lugar en tu corazón | Julio Ocampo                  |
| 2010-2011 | Teresa                            | Paulo Castellanos de Alba     |
| 2011-2012 | Amorcito corazón                  | Rubén Díaz                    |
| 2012-2022 | Corona de lágrimas                | Patricio Chavero Hernández    |
| 2015-2016 | Pasión y poder                    | Erick Montenegro Pérez        |
| 2017-2018 | La piloto                         | Óscar Lucio                   |
| 2018-2019 | Amar a muerte                     | Jonathan "Johnny" Corona      |
| 2019      | Cuna de lobos                     | Teniente Luis Alfredo Aguilar |
| 2021-2022 | ¿Quién mató a Sara?               | Rodolfo Lazcano               |
| 2021-2022 | Malverde: el santo patrón         | Nazario Aguilar               |
| 2022      | Un extraño enemigo                | Alberto Sicilia Falcon        |
| 2023      | Pacto de sangre                   | Benjamín Cantú                |
| 2025      | Camino a Arcadia                  |                               |

### Cine
- Así del precipicio (2006) .... Mathías
- En la oscuridad (2008)
- Me importas tú y tú (2009) .... Ismael
- Lo que podíamos ser (2012)
- El Juego de los 2 (2016) .... Kuno Aranda
- Austronauta (2023)
- Colao 2 (2023)

### Teatro
- Amanecí como con ganas de morirme (2010)
- LOS40 El Musical - México (2018)

## Premios y nominaciones

### Premios People en Español
| Año  | Categoría          | Telenovela | Resultado |
| ---- | ------------------ | ---------- | --------- |
| 2011 | Revelación del Año | Teresa     | Nominado  |

### Premios TVyNovelas (México)
| Año  | Categoría     | Telenovela    | Resultado |
| ---- | ------------- | ------------- | --------- |
| 2019 | Mejor Villano | Amar a muerte | Ganador   |